# Levantamiento campesino en El Salvador de 1932

Sombreada en rojo, la zona afectada por el levantamiento campesino de 1932.

El levantamiento indígena de 1932 en El Salvador, también conocido como La Matanza del 1932, fue una mezcla entre protesta e insurrección de manera espontánea que tuvo lugar en enero de 1932 en la zona occidental y central de El Salvador y que acabó en etnocidio, es decir, el exterminio directo de casi la totalidad de las comunidades nahuas de El Salvador.

## Antecedentes
Tras la llegada de los españoles a territorio de lo que hoy es El Salvador, la situación económica y social de los nativos se caracterizó por la constante decadencia de las condiciones de vida, la cual se incrementó en los años próximos a la independencia. Tras la independencia de El Salvador, los gobiernos fueron propiciando la creación de un sistema desigual, el cual dejaba alejadas del progreso a las poblaciones nativas de los territorios del Señorío de Cuzcatlán. El Salvador, sumido en una profunda crisis económica por la caída de los precios del café y la crisis de 1929, se enfrentó a una oleada de protestas y rebeliones contra el sistema desigual de tenencia de tierras, en el periodo pos-independentista las primeras familias latifundistas estaban empezando a emerger debido al fuerte apoyo de los gobiernos de la época y a la mano obra, durante la Federación Centroamericana, El Salvador dependió por muchos años del añil como principal producto de exportación pero con los años el producto fue adquirido en otros países del continente asiático por lo que ya no era rentable seguir exportando ese producto fue así que durante la República Cafetalera, el gobierno del Capitán General Gerardo Barrios impulsó el café como principal producto de exportación en El Salvador ya que Costa Rica lo estaba impulsando primero en la región centroamericana, fue así que durante el Gobierno del Dr. Rafael Zaldívar (1876-1885), la Asamblea Legislativa aprobó la Ley de Extinción de Comunidades (1881) y la Ley de Extinción de Ejidos (1882), en las cuales afectarían los ejidos y los terrenos comunales de los indígenas ya que ellos eran los propietarios de dichas tierras, sin embargo el gobierno de Zaldívar expropió los terrenos a costa del uso de abogados usando la estafa y el chantaje emocional debido a que los campesinos e indígenas poseían un cierto grado alto de analfabetismo, en lo cual muchos abogados se aprovecharon de esa coyuntura para despojarlos de sus tierras y para darlas a los grandes terratenientes.
En la década de 1880's varias familias cafetaleras fueron emergiendo debido a los altos grados de exportación de café, y al bajo pago hacia los campesinos tomando rumbo del control de la política salvadoreña. Muchos apodaron a esta oligarquía como "Las 14 Familias" ya que estas familias latifundistas, se creía que provenían de los 14 departamentos del país, sin embargo estos hechos han sido desmentidos por algunos historiadores ya que ellos alegan que era una expresión usada por escritores de la época ya que no hubo indicios de que existieron dichas familias, sino lo que hubo fueron solo pocas familias cafetaleras comunes, la inmigración asiática, palestina, israelita, española, italiana, francesa, alemana y estadounidense fortaleció la oligarquía ya impuesta desde el siglo XIX ya que muchas personas de estas nacionalidades emergerían sus empresas en El Salvador dando así el inicio de nuevas familias oligarcas salvadoreñas. 
Durante los gobiernos de Francisco Menéndez y Carlos Ezeta apoyaron la continuidad de la exportación del café, durante el gobierno de Ezeta el salario fue de dos colones por quintal, durante la Dinastía Meléndez Quiñonez debido al alto grado de corrupción y empréstitos fue el causante de que dicha crisis se agravara.
Los campesinos e indígenas se levantaron contra el gobierno y atacaron instalaciones militares en el occidente del país.
El resultado fue una respuesta militar del gobierno de Maximiliano Hernández Martínez, quien ordenó la ejecución de todo aquel que se alzase contra el régimen. Algunos autores estiman una cifra cercana a los 25 000 fallecidos. Hasta la fecha, se sigue conmemorando los hechos como uno de los episodios más emblemáticos y determinantes en la historia de El Salvador, por sus secuelas políticas, económicas y ante todo, culturales.
El malestar social en El Salvador había crecido durante toda la década de 1920 a causa de los abusos por parte de la clase política y la amplia desigualdad entre los terratenientes y el campesinado, producto de las políticas aplicadas sobre latifundios. Dicho malestar se vio agudizado por la tremenda baja de los precios del café y el creciente desempleo; debe tenerse en cuenta que durante las dos últimas décadas del siglo XIX y las primeras tres décadas del siglo XX, la economía salvadoreña se sostuvo gracias al cultivo del café, de tal forma que dicha época se conoce como la «república cafetalera». En tal sentido, la caída de los precios del café significó el despido masivo de campesinos y el cierre de varias haciendas, lo cual llevaría a una crisis económica muy profunda.

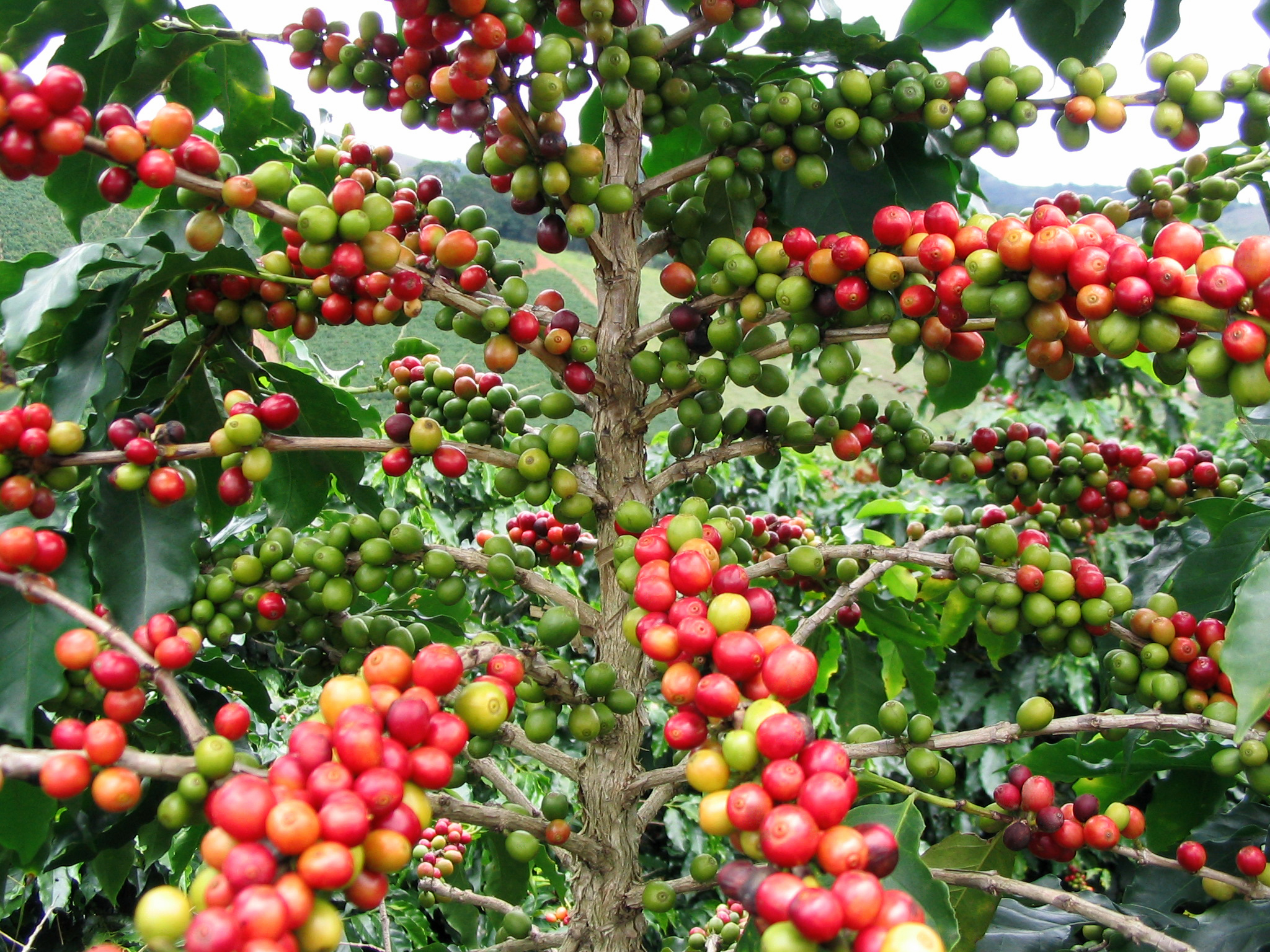
Fruto de café, principal producto agrícola de El Salvador entre 1880 y 1920.

El sector cafetalero nacional había surgido por la acumulación de riquezas por parte de un pequeño grupo de hacendados y comerciantes, los cuales, aprovechando el negocio cafetalero, habían acaparado una gran cantidad de terrenos, dando empleo a campesinos, buena parte de ellos indígenas. Sin embargo, debe tenerse en cuenta que el empleo brindado por los hacendados fue deformándose hasta convertirse en explotación, ya que la paga era muy poca y el trato hacia los campesinos era despótico. Para finales de 1930, la paga en las haciendas consistía en dos tortillas y dos cucharadas de frijoles salcochados al inicio y al final de la jornada. Como agravante, las fichas (monedas locales) con que se pagaba en las haciendas, solo podían ser cambiadas por productos en la tienda que pertenecía al mismo dueño que el cafetal, por lo cual existían monopolios locales que encarecían el alimento. Se calcula que la alimentación en la época para un jornalero no sobrepasaba el costo de $0.01 al día, por lo cual los beneficios de los hacendados eran bastante considerables. De hecho, para 1924, la producción total de café variaba entre 32 y 53 millones de kilogramos. El precio por cada quintal (46 kilogramos), oscilaba entre 42.55 colones; el cálculo de costos de producción para un quintal era de 13 colones, de los cuales dos iban a las manos del trabajador, uno a las arcas del Estado, uno a los vendedores de insumos y nueve a los grandes hacendados.

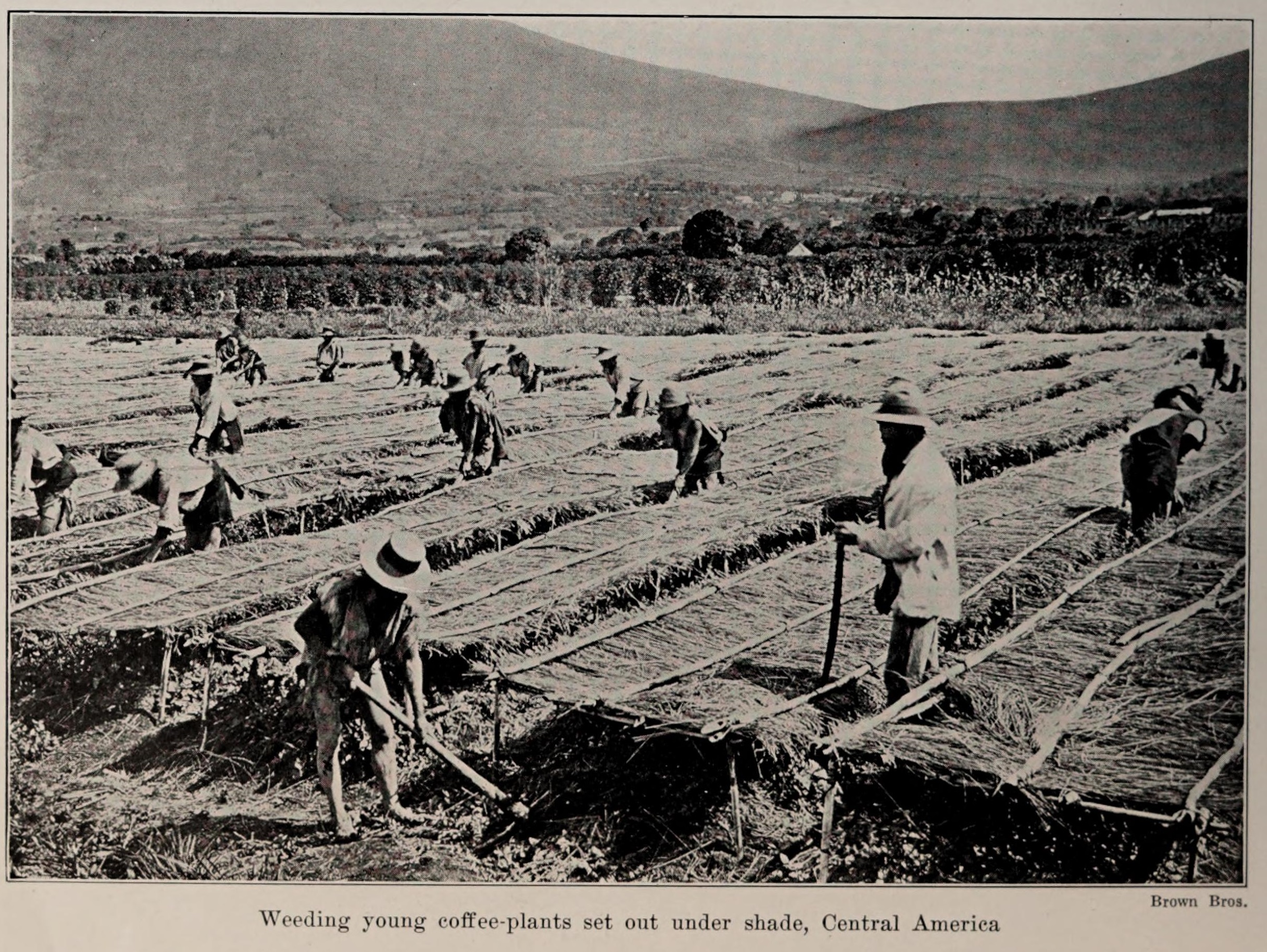
Trabajadores salvadoreños laboran en el cultivo del café.

El valor que el hacendado daba al trabajador era bajísimo, según lo declarado el 5 de febrero de 1932 por el encargado de la delegación estadounidense en San Salvador, W. J. McCafferty, en una carta dirigida hacia su gobierno explicando la situación salvadoreña, donde expresaba que un animal de labranza tenía más valor que un trabajador porque la demanda era alta y su valor comercial dejaba mejores dividendos. McCafferty informó, desde su punto de vista, todo lo ocurrido al gobierno estadounidense.

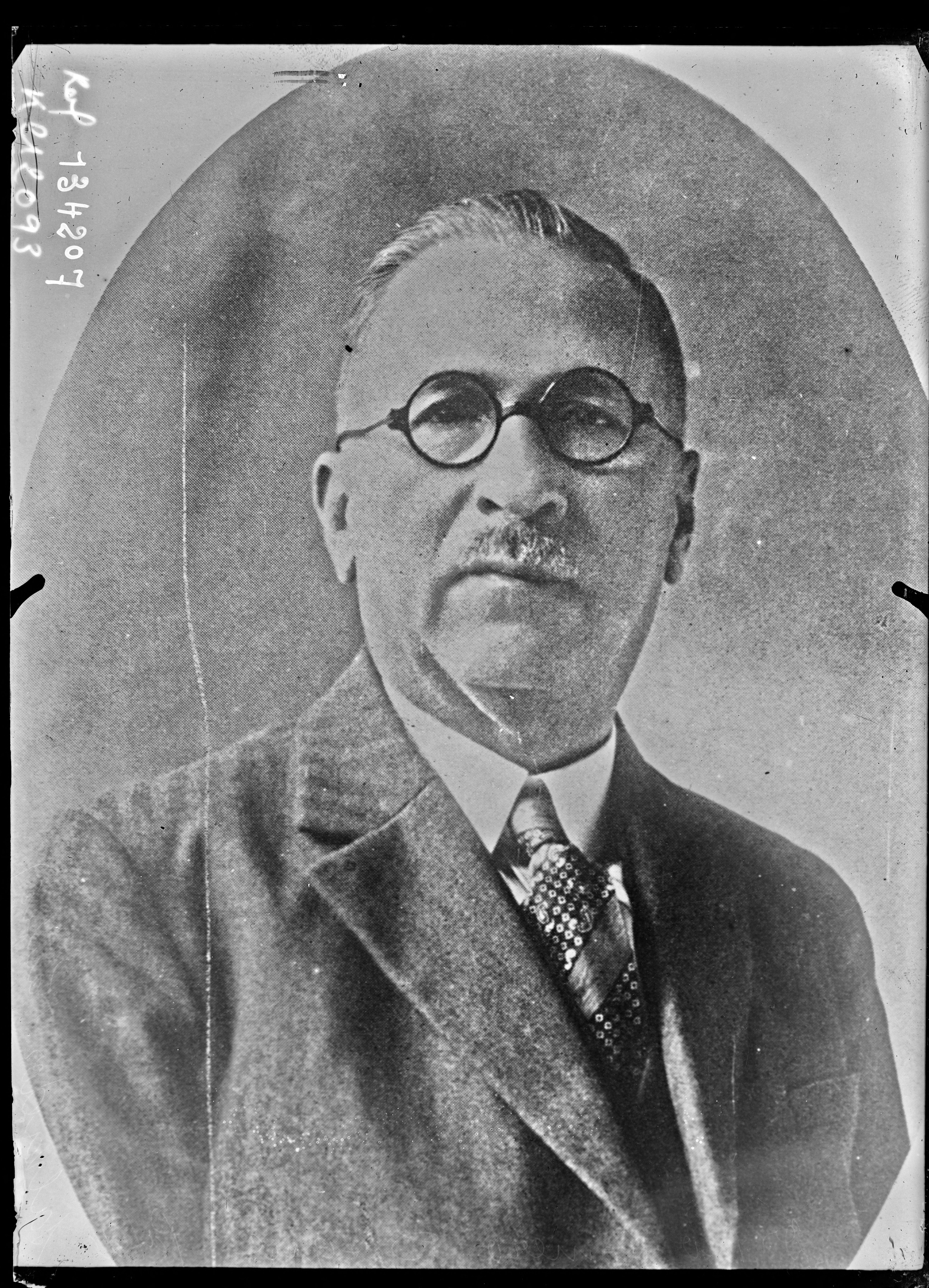
presidente Pío Romero Bosque y su sucesor Arturo Araujo tuvieron políticas sobre la posesión de la tierra fueron un elemento clave que provocó el levantamiento campesino de 1932.

Por otro lado, la situación económica mundial causada por la crisis de 1929 fomentaba la falta de oportunidades en países como El Salvador, al grado de marcar los años de menor progreso en el país en la primera mitad del siglo XX. Pese a que la crisis afectaba a la población entera del país (y de casi toda Latinoamérica), en el occidente de El Salvador la crisis era más aguda puesto que las políticas de los presidentes Pío Romero Bosque y Arturo Araujo habían llevado al casi total despojo de las tierras a los campesinos locales, generando gran malestar, lo cual se unía a las acciones militares que de manera tácita amedrentaban a los campesinos para que se abstuviesen de protestar. Dicha zona estaba altamente poblada por indígenas de origen pipil. Los indígenas, sistemáticamente separados del escaso progreso económico, intentaron obtener ayuda de las autoridades reconocidas por su centenaria tradición jerárquica. Pese a que las leyes no concedían ninguna prebenda o reconocimiento oficial a los caciques, los indígenas respetaban y obedecían a su autoridad. Por otro lado, la clase política había buscado el acercamiento a los caciques para obtener el apoyo de sus gobernados en elecciones y consultas populares, por lo que tenían alguna posibilidad de ser escuchados por las autoridades gubernamentales.
Para paliar la crisis económica, los indígenas se habían organizado en asociaciones de cooperación, mediante las cuales se brindaba empleo a los indígenas que no lo poseían, a cambio de que estos colaborasen con las festividades católicas. Los encargados de dirigir dichas asociaciones eran los caciques, quienes representaban a los desempleados ante las autoridades y supervisaban el trabajo realizado. Feliciano Ama, por ejemplo, era uno de los caciques más activos y estimados por la población indígena; había hecho gestiones de ayuda económica con el presidente Romero a cambio de la colaboración en su candidatura. Por otro lado, la crisis se agudizaba por el conflicto permanente entre los pueblos indígenas y los habitantes de la zona que eran ajenos allos. Evidentemente, las poblaciones de «no indígenas» estaban mejor relacionadas con las urbes gubernamentales, por lo cual, cuando ocurrían revueltas o combates, el ejército arrestaba a los líderes indígenas y se les condenaba a muerte.

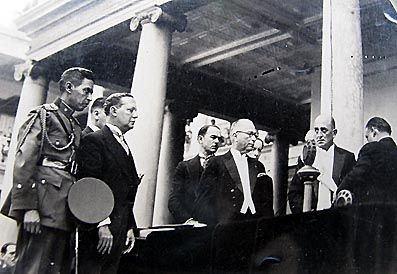
Arturo Araujo toma posesión como presidente de El Salvador el 1 de marzo de 1931. Fue derrocado el 2 de diciembre de 1931 por un golpe militar liderado por oficiales subalternos y se vio obligado a huir del país.

### Gobierno de Arturo Araujo
Otro elemento que antecedió a la rebelión campesina fue la inestabilidad política del país. Durante las elecciones de 1931, fue elegido Arturo Araujo, quien redujo los salarios en más de un 54 %. Tras diversas acciones de rebelión militar, el presidente Arturo Araujo fue derrocado y sustituido por un Directorio cívico; este golpe de Estado consistió en una sangrienta revuelta debido a que varios campesinos estaban inconformes con la reforma agraria hecha por el presidente Araujo ya que no beneficiaba a la mayoría de campesinos esta rebelión fue conocida como la Revuelta de Izalco que dejó el saldo de 24 000 víctimas en su mayoría campesinos, militares golpistas e indígenas luego se dio la llegada al poder del General Maximiliano Hernández Martínez en diciembre de 1931, la cual marcó el inicio de lo que se conoce como «dictadura militar».

### La seguridad y popularidad durante el Gobierno de Martínez
La gestión de Hernández Martínez se caracterizó por la severidad de sus leyes y de sus juicios. La pena por robar era la amputación de una mano, por ejemplo. Martínez fortaleció los cuerpos de seguridad y se mostró especialmente agresivo en materia de rebeliones, decretando la muerte para cualquiera que se levantase contra el régimen. Gozaba de una popularidad muy alta, tanto que hasta la fecha, algunas personas añoran sus medidas en materia de seguridad; muy poco se escribe de tal sentimiento popular, pero es fácilmente verificable al conversar con ancianos que vivieron su gestión. Sus más fieles defensores fueron sus empleados directos, tal es el caso del empresario Luis Escalante Arce, quien se desempeñó como ayudante en una de las secretarías de Estado durante la gestión de Hernández Martínez.

## Coadyuvantes al conflicto
Con anterioridad a los eventos de mayor magnitud se acumularon acontecimientos y situaciones que finalmente incidirían directamente sobre el conflicto. Por un lado, el ejército salvadoreño estaba organizado para repeler cualquier levantamiento. Los campesinos (indígenas y no indígenas) empezaban a levantarse contra las autoridades locales de manera desorganizada; por otro lado, el PCS (Partido Comunista Salvadoreño) realizaba actividades a nivel oficial que les llevarían a incluirse en el alzamiento

## El ejército salvadoreño en 1932
El ejército estaba organizado en regimientos de infantería, artillería, ametralladoras y caballería. Las armas más utilizadas fueron los fusiles Máuser de fabricación alemana. En aquel momento el papel de la fuerza aérea no fue determinante, puesto que su participación se limitó a tareas de reconocimiento. El ejército estaba bajo las órdenes directas del presidente de la república y tenía por objetivo fundamental la defensa del Estado. Los cuerpos de seguridad eran la Policía Nacional (PN), la Guardia Nacional (GN) y la Policía de Hacienda (PH), con apoyo de las Guardias Cívicas las cuales habían sido entrenadas por personal militar español.
Los militares que fueron designados para dirigir al ejército en el conflicto fueron:
| Grado militar | Nombre                  | Tarea desempeñada                                                                                    |
| ------------- | ----------------------- | --- |
| General       | José Tomás Calderón     | Comandante de la fuerza expedicionaria responsable de desalojar a los alzados de las zonas afectadas |
| Coronel       | Osmín Aguirre y Salinas | Encargado de capturar a Agustín Farabundo Martí                                                      |
| Coronel       | Salvador Ochoa          | Responsable de evitar la toma de Santa Tecla                                                         |
| Mayor         | Saturnino Cortez        | Comandante de la GN encargado de recuperar Tacuba                                                    |

### Levantamientos campesinos previos
Dadas las circunstancias de pobreza y desigualdad, algunos de los campesinos despojados de sus tierras y sometidos a trabajo mal remunerado, empezaron a rebelarse contra los terratenientes y contra las autoridades. Al inicio fue de manera individual, lo cual facilitaba que las autoridades detuviesen o amenazasen a los rebeldes. Los grandes terratenientes estaban fuertemente ligados a las autoridades militares, por lo cual, la defensa de las haciendas era realizada por cuerpos oficiales de seguridad.
Después de varios arrestos, los campesinos iniciaron un proceso de organización de bajo perfil, es decir, con un objetivo común pero sin ningún modelo jerárquico; en tal sentido, los esfuerzos seguían siendo aislados y dispersos, fácilmente sofocados por los cuerpos de seguridad, que arrestaban a los rebeldes y los ponían a disposición de las autoridades, quienes los condenaban posteriormente al paredón de fusilamiento o a la horca. No existen datos acerca de la cantidad de ejecuciones perpetradas en las semanas previas al levantamiento general; sin embargo, se sabe que fueron condenados muchos de los líderes campesinos, así como los funcionarios públicos que colaboraban de alguna forma con ellos.

### Actividades del Partido Comunista Salvadoreño
Paralelamente a los conflictos entre indígenas, campesinos, terratenientes y autoridades, la actividad del PCS se extendía al reparto de panfletos, inscripción de nuevos miembros y realización de amplias concentraciones. Las actividades se veían alimentadas por la frustración de las ofertas no cumplidas de gobiernos y partidos políticos. Los líderes comunistas, dirigidos por Agustín Farabundo Martí, habían construido una organización política que, si bien carecía de una estructura bien definida, lograba obtener la simpatía de parte de la población, al llevar al plano político las necesidades más sensibles del sector menos protegido de El Salvador. Tras el golpe de Estado de 1931, la prensa tuvo mayor libertad para la expresión de ideas, por lo cual el PCS multiplicó su accionar por medio de sus medios revolucionarios de difusión.
Pese a que no tenían un plan de gobierno definido, los dirigentes del PCS se propusieron participar en las elecciones municipales convocadas para el 3 de enero de 1932 y en las legislativas del 10 al 12 del mismo mes, para lo cual inscribieron a sus candidatos.
Los procesos electorales de la época estaban sometidos a serias críticas, puesto que para inscribirse en el padrón electoral había que declarar ante las autoridades la intención de voto. Dicha práctica coartaba la participación democrática ya que sembraba el miedo entre los electores y favorecía de manera amplia a los candidatos oficiales.
Tras los comicios, las acusaciones de fraude crecieron entre la población, pero el PCS se mantuvo alineado a la política de Moscú de luchar por la vía democrática.

## Chivo expiatorio

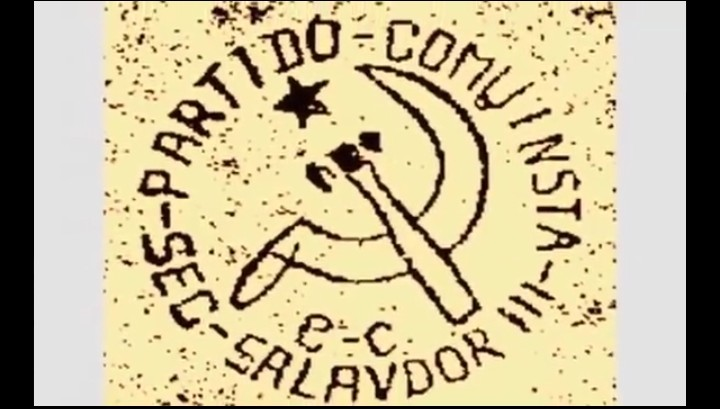
Un antiguo panfleto del partido comunista de El Salvador, años 1930

La Policía Nacional arrestó al líder del PCS, Agustín Farabundo Martí y a los dirigentes de agrupaciones estudiantiles universitarias, Alfonso Luna y Mario Zapata. Se les decomisaron documentos que supuestamente probaban los planes de insurrección, los cuales fueron usados posteriormente en juicios militares.
El PCS sufrió un golpe moral y organizacional. A finales del mes de enero de 1932, la situación nacional tomó tintes caóticos; los cuerpos de seguridad arrasaban con cualquier agrupación o individuo que se involucrase en actos subversivos o revolucionarios. A la vez que el PCS era perseguido, los indígenas del occidente se alzaron contra el régimen en protesta por sus pobres condiciones de vida; no existe documentación que respalde la postura que afirma que el levantamiento campesino fue realizado por el Partido Comunista Salvadoreño, pero debido a las fechas en las que ocurrieron ambos alzamientos, las fuerzas armadas decidieron responder de igual forma a ambos movimientos. Tras los eventos de finales de enero, Martí, Luna y Zapata fueron sometidos a un consejo de guerra y condenados a muerte. La sentencia fue ejecutada el 1 de febrero de 1932.

### Socorro Rojo en El Salvador
La liga Pro-Luchadores Perseguidos fue en principio conformada por Víctor M. Angulo, quien fue su secretario general. Otros altos oficiales fueron Tomás Coto González, quien ejerció como secretario de dicha Organización; Juan A. Guardado, secretario de Propaganda, y Rafael Bondanza, secretario financiero. Este último se convirtió en la mano derecha de Farabundo Martí, así mismo tuvo una prominente participación en el levantamiento salvadoreño de 1932, tras el cual fue capturado y luego fusilado. 

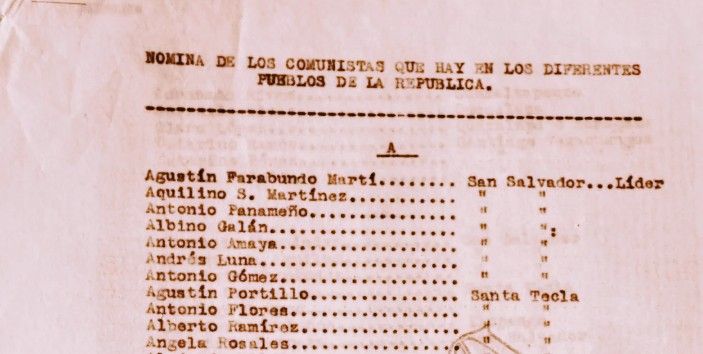
Lista que contiene el nombre de Farabundo Martí como líder de la insurrección campesina de 1932.

## El levantamiento campesino

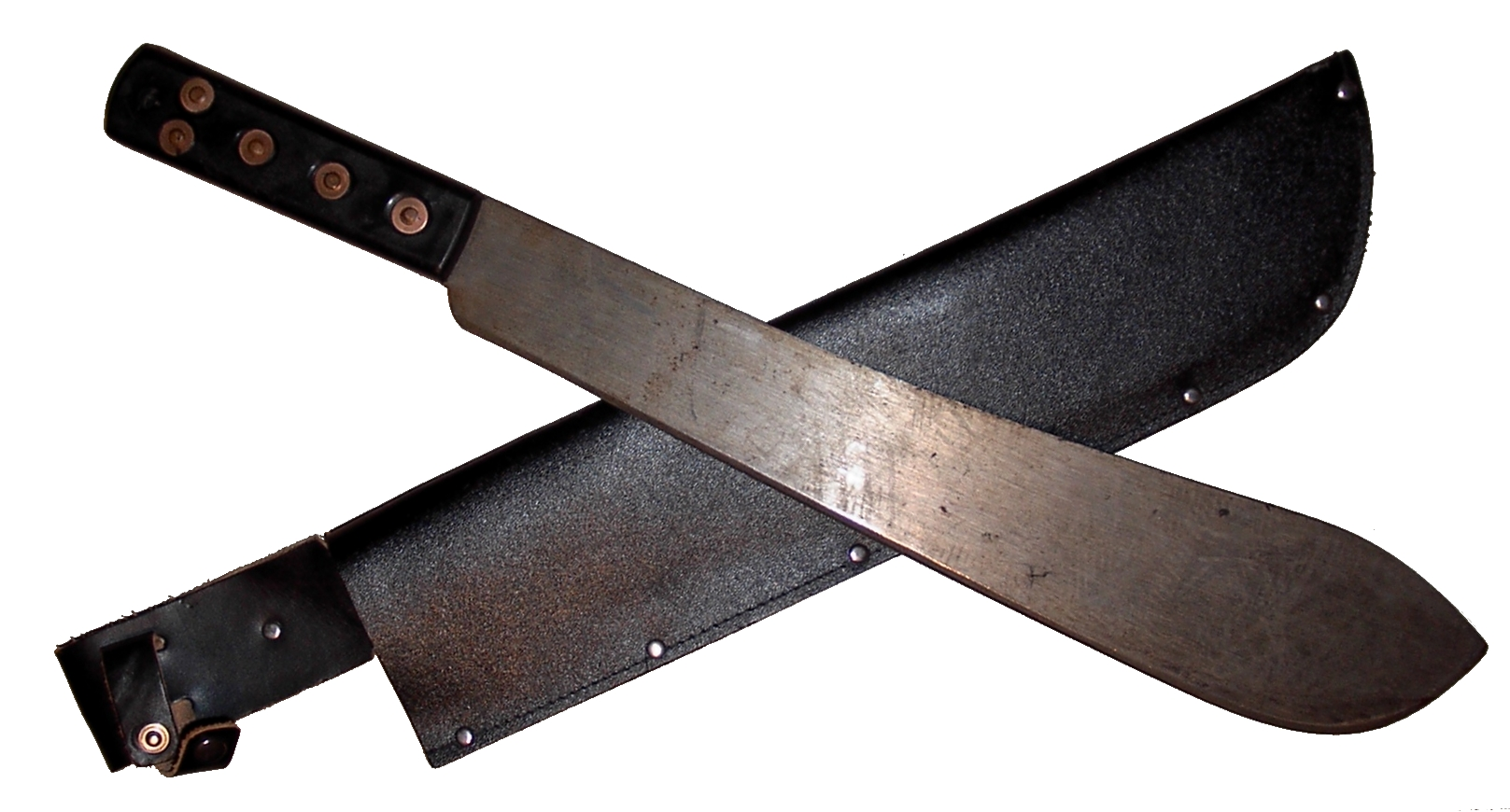
Machetes, armas utilizadas por los campesinos en 1932

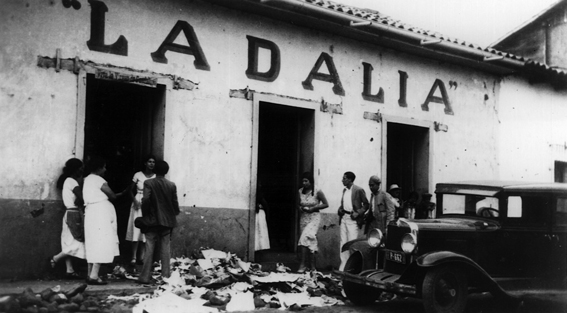
Los alzados lograron apoderarse de las ciudades de Juayúa, Nahuizalco, Izalco, Sonzacate, Tacuba y Salcoatitán. En las zonas controladas por los rebeldes, la mayoría de los establecimientos comerciales fueron saqueados.

En las últimas horas del 22 de enero de 1932, miles de campesinos en la zona occidental del país se alzaron en rebelión contra el régimen. Armados principalmente de machetes, atacaron las haciendas de los grandes terratenientes y varios cuarteles, obteniendo el control de algunas poblaciones como Juayúa, Nahuizalco, Izalco y Tacuba. Por otro lado, cuarteles como los de Ahuachapán, Santa Tecla y Sonsonate resistieron el ataque y se mantuvieron al servicio del gobierno nacional. Los asesinatos realizados por los rebeldes campesinos fueron veinte civiles y treinta militares.
Según el testigo Alberto Shul, habitante de Nahuizalco, «habían saqueado todo el pueblo». El líder sublevado Francisco "Chico" Sánchez ordenó que le entregaran todos los títulos de propiedad de la ciudad.
La primera ciudad en ser tomada fue Juayúa, donde fue asesinado el terrateniente Emilio Radaelli; además, su esposa fue violada y posteriormente asesinada, razón por la cual después fueron ametrallados estos indígenas como venganza de los militares y también por alterar el orden público y por holgazanería. También fue ejecutado el coronel Mateo Vaquero, comandante local.
En Izalco, el saldo del levantamiento incluyó la ejecución del alcalde, Miguel Call, y del alcalde electo, Rafael Castro. En la población de Colón, fueron ejecutados Efraín Alvarenga, secretario municipal, Damasio Cruz, agente de la policía y al comandante local, coronel Domingo Carlos Campos.
Existen diversas versiones de los hechos; sin embargo, es bastante difícil asegurar que una es la correcta puesto que muy pocos fueron los sobrevivientes de dicha rebelión. Se dice que los indígenas atacaron propiedades privadas y realizaron delitos y acciones vandálicas sobre poblaciones enteras; ciertamente, existen testimonios que respaldan dicha tesis, pero existe la posibilidad de que oportunistas se uniesen al levantamiento campesino para realizar actos delictivos. No puede ni confirmarse ni desmentirse de manera concluyente la participación de indígenas y campesinos en el saqueo; lo único que puede asegurarse es que el motivo fundamental de los eventos fue el levantamiento contra el régimen, por tanto, cualquier acto de ataque a propiedad privada, fue un apéndice del movimiento en general, convirtiéndose en hechos aislados al objetivo de los campesinos.
Otra polémica acerca de aquel levantamiento se vincula a la relación entre los campesinos y el PCS. La coincidencia temporal de ambos levantamientos y la similitud de las causas de cada uno hacen pensar que estaban vinculados e incluso, coordinados. Algunas teorías afirman que el PCS utilizó la situación de pobreza de los campesinos para convencerlos de actuar en conjunto y alzarse contra el régimen; Poco o nada se conoce acerca de la relación entre ambos grupos y mucho menos acerca de negociaciones u homólogos. Autores como Eric Ching, especialista en el tema, afirman que el levantamiento campesino no pudo ser coordinado por el PCS puesto que el partido tenía demasiados problemas como para dirigir una insurrección a varios kilómetros de distancia. Se agrega, además, que pudo haber una tercera fuerza alzándose, la cual se trató de sindicatos inconformes con la política salarial en el sector formal.
De cualquier manera, el gobierno no hizo distinción entre uno y otro movimiento, por lo cual actuó de la misma forma en ambos casos.

### Reacción del gobierno

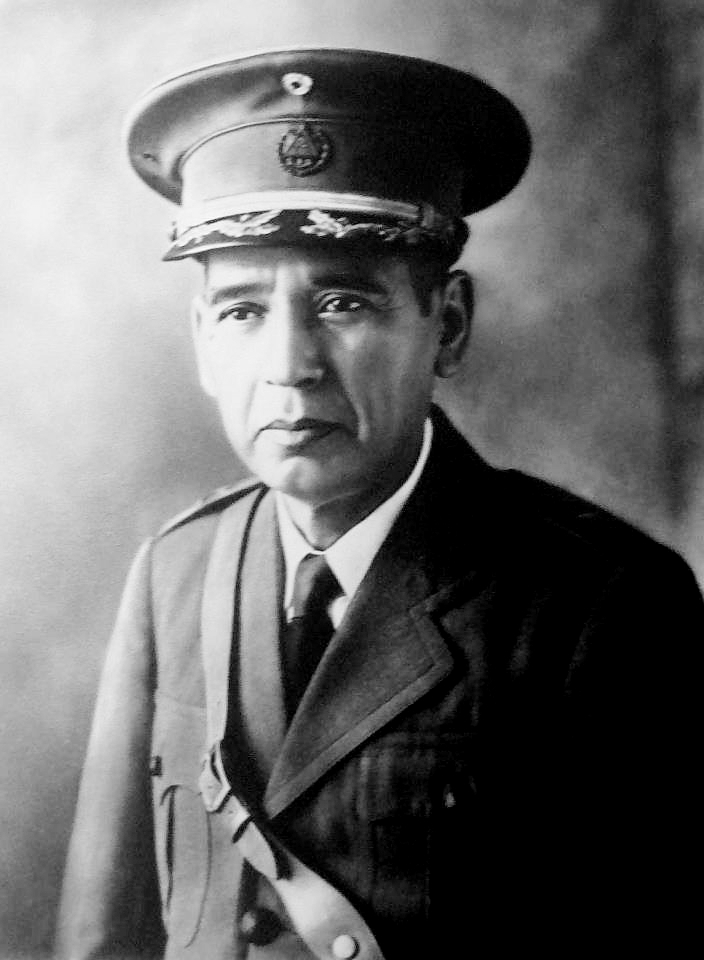
El general Maximiliano Hernández Martínez gobernaba el país cuando ocurrió el levantamiento campesino.

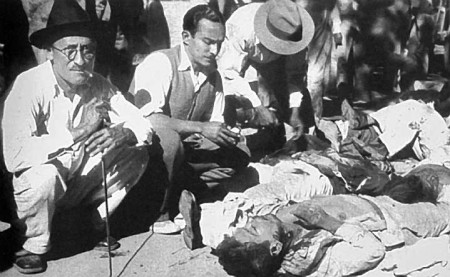
Cadáveres de la matanza del ejército salvadoreño en 1932.

El gobierno no tardó en reaccionar, recuperando el control del territorio salvadoreño en un par de días, por medio de un despliegue militar con el objetivo de someter a todos los rebeldes.
El general José Tomás Calderón gozó de armamento y efectivos en abundancia.

El empleo del armamento superior fue el elemento decisivo en la confrontación y los relatos hablan de «oleadas de indígenas, barridos por las ametralladoras» (aunque no hay datos que confirmen estas opiniones). En seguida vino una severísima represión, ejecutada tanto por unidades del ejército, la policía y la Guardia Nacional, como por voluntarios organizados en «guardias cívicas».
Historia de El Salvador, Tomo II, p. 133, Convenio Cultural México-El Salvador, Ministerio de Educación, 1994

Las guardias civiles eran personas voluntarias que se ponían al servicio de los cuerpos de seguridad para colaborar en las labores de patrullaje y en caso de necesidad, combatían junto a los militares.
Los cadáveres apilados en la calle fueron un cuadro común en aquellos días; pese a los esfuerzos por aproximarse a una cifra fidedigna de fallecidos en las setenta y dos horas posteriores al levantamiento, no puede asegurarse un número en concreto, aunque varios historiadores coinciden en que fueron alrededor de veinticinco mil personas fallecidas. Aquellos que sobrevivieron pero fueron capturados, se sometieron a juicio y acabaron inevitablemente condenados a muerte.

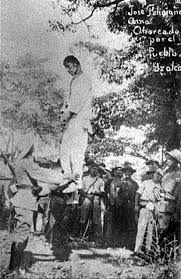
Izalco fue un centro del levantamiento campesino salvadoreño de 1932. Sus campesinos, nativos pipiles, estaban dirigidos por Feliciano Ama, quien fue ahorcado por tropas gubernamentales el 28 de enero de 1932, como se aprecia en esta fotografía. Más de la cuarta parte de la población de Izalco fue asesinada.

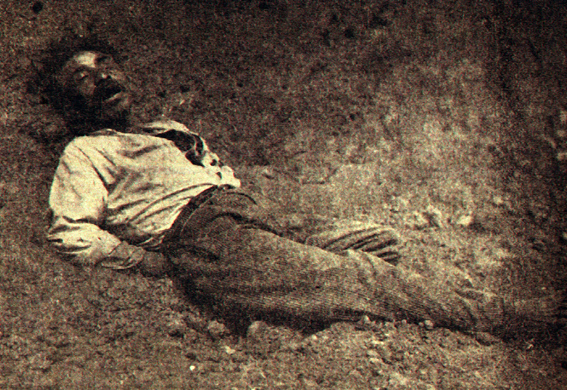
Francisco Sánchez, uno de los líderes del movimiento campesino, después de ser fusilado en la plaza principal de Juayúa.

Después de la rebelión, fue ahorcado el líder campesino Francisco Sánchez, mientras que su homólogo, Feliciano Ama, fue linchado y colgado luego su cadáver en presencia de los niños de una escuela según relatos muy poco confiables.
Al respecto, la esposa de Feliciano Ama narró a su hija, Julia Ama, los acontecimientos de la siguiente manera:

A la cuadra mataron a tu papá, no lo pude reclamar. Hasta había una carreta que acarreaba a todos los muertos que mataban en el día y los traían a estos lugares
Esposa de Feliciano Ama

En los alrededores de Izalco, a todos los que se les encontraba portando machete, a todos aquellos que tenían fuertes rasgos de raza indígena o que vestían trajes indígenas, se les acusaba de subversivos y eran encontrados culpables. Para facilitar la tarea de los cuerpos de seguridad, se invitó a todos aquellos que no habían participado en la insurrección a que se presentaran a la comandancia para obtener documentos que les legalizaban como inocentes. Cuando llegaron fueron examinados, y los que presentaban las características indígenas, fueron apresados. Fueron fusilados en grupos de cincuenta en el muro de la Iglesia de la Asunción. En la plaza frente a la comandancia, varios fueron obligados a cavar una tumba común, a la cual fueron arrojados tras ser ametrallados. Las casas de los encontrados culpables fueron quemadas y sus habitantes sobrevivientes fueron ametrallados.
Según el comandante de la operación, el saldo de miembros del PCS asesinados fue de 4800, aunque dicho dato es muy difícil de verificar.
Diez días después del levantamiento, anclaron en el Puerto de Acajutla los barcos de guerra Skeena y Vancouver (británicos) y Róchester (estadounidense), los cuales habían sido enviados con la misión de proteger los intereses de sus connacionales residentes o inversores en El Salvador. El jefe de operaciones de El Salvador, les respondió con un mensaje que decía:

El jefe de Operación de la Zona Occidental de la República, General de División José Tomás Calderón, saluda atentamente en nombre del gobierno del General Martínez y en el suyo propio, al almirante Smith y Comandante Brandeur, de los barcos de guerra Rochester, Skeena y Wancouver, y se complace comunicarles que la paz en El Salvador está restablecida, que la ofensiva comunista ha sido totalmente abatida y dispersa y que se llegará a la completa exterminación. Que están liquidados cuatro mil ochocientos Bolcheviques
José Tomás Calderón

Tras el conflicto, los sobrevivientes buscaron huir hacia Guatemala; como respuesta, el presidente Jorge Ubico, ordenó acordonar la frontera, entregando al ejército salvadoreño a todo aquel que intentase cruzar al país vecino.
A manera de solución del conflicto, el parlamento salvadoreño emitió el Decreto Legislativo N.º 121, del 11 de julio de 1932, publicado en el Diario Oficial N.º 160, Tomo N.º 113, del 14 de julio de 1932, cuyo artículo N.º 2 reza:

Asimismo, se concede amplia e incondicional amnistía a favor de los funcionarios, autoridades, empleados, agentes de la autoridad, y cualquiera otra persona civil o militar, que de alguna manera aparezcan ser responsables de infracciones a las leyes, que puedan conceptuarse como delitos de cualquier naturaleza, al proceder en todo el país al restablecimiento del orden, represión, persecución, castigo y captura de los sindicados en el delito de rebelión del presente año
Artículo N.º 2 del decreto legislativo N.º 121, del 11 de julio de 1932

Miguel Mármol informó a Roque Dalton:

El camión viajaba a gran velocidad hacia mi casa inmediata, como descubrí cuando un grupo de soldados en Casamata se detuvo y revisó el vehículo. 17 policías nacionales armados con rifles Mauser nos custodiaron durante el viaje. El líder del grupo, un capitán llamado Alvarenga, llevaba una pistola automática de fabricación alemana llamada "Solotur" y viajaba en la cabina. Moriría de fiebre entérica unos meses después. Quizás todos los crímenes como el que estaba a punto de cometer dejaron huella en él.

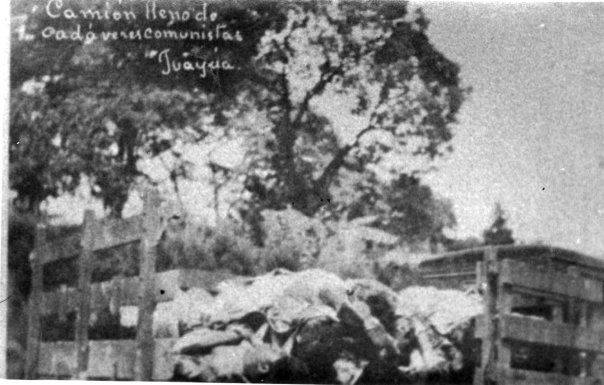
Camioneta llena de cadáveres en Juayúa en 1932

- El rifle Mauser se refiere al Rifle 98, que fue fabricado por Deutsche Waffen- und Munitionsfabriken AG desde 1917 en adelante.
- “Solotur” se refiere al Astra 900, que fue fabricado por Astra Unceta Y Compañía S.A. bajo licencia de Berlin-Karlsruher Industrie-Werke AG. Debido al Tratado de Versalles, Berlin-Karlsruher Industrie-Werke AG había trasladado su departamento de desarrollo a Suiza como Waffenfabrik Solothurn.

## Secuelas del levantamiento campesino
Tras sofocar la rebelión, el gobierno de Hernández Martínez inició un proceso de represión hacia los opositores, y se utilizó el padrón electoral para amedrentar o ajusticiar a quienes habían declarado ser oponentes al gobierno.

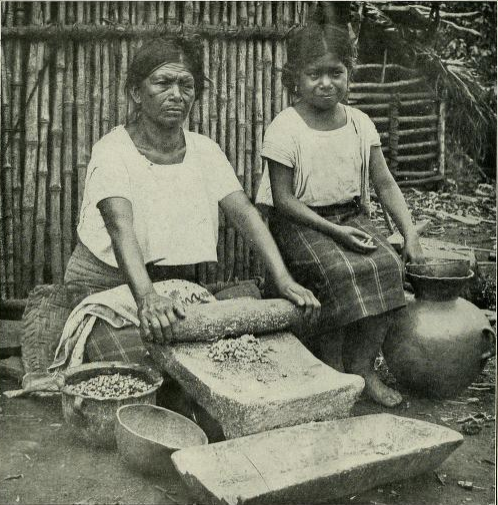
Indígenas salvadoreñas.

En la parte indígena, los acontecimientos trajeron consigo el exterminio de la mayoría de población hablante del náhuat, lo cual ha influido en la pérdida casi total de dicha lengua en El Salvador. Los pueblos indígenas abandonaron muchas de sus tradiciones y costumbres por temor a ser capturados. Muchos de los indígenas que no participaron el levantamiento manifestaban no comprender el motivo de la persecución gubernamental. La vestimenta y muchas de las costumbres indígenas se fueron reemplazando para no ser víctimas del conflicto.
Tras los acontecimientos, Alfredo Schlesinger, simpatizante del gobierno de Hernández Martínez, escribió un libro titulado La verdad sobre el comunismo, en el cual contaba la historia según la versión oficial. Más tarde, el mismo Schlesinger escribió otro libro, titulado Revolución comunista, y que fue publicado en 1946, donde reafirmaba lo que decía en el primero. Algunas partes de los libros han sido fuertemente criticadas por encubrir los hechos, aunque también hay críticas por exagerar los acontecimientos. En general, las acusaciones apuntan a que las cifras de fallecidos son mucho menores de las reales y que se describen actos vandálicos de parte de los alzados que en realidad no sucedieron.
Con el pasar de los años, los pueblos indígenas fueron desapareciendo hasta encontrarse en el siglo XXI en una condición de casi extinción. En la década siguiente a las consecuencias del levantamiento, la presencia militar en la zona fue persistente con el objetivo de mantener bajo control a los campesinos para que no se repitiesen los eventos. Pasada la dictadura de Hernández Martínez, el método para frenar el descontento campesino cambió, pasando de la represión a las reformas sociales que les beneficiasen al menos momentáneamente.
Fue en 1960 cuando los gobiernos militares desclasificaron documentos que sirvieron para conocer muchos detalles de los arrestos, juicios y levantamientos.
En un acto de contrición el presidente Mauricio Funes pidió perdón a las comunidades indígenas salvadoreñas, por los brutales hechos de persecución y exterminio a los que fueron sometidos por gobiernos de antaño. La declaración del mandatario salvadoreño se produjo durante la inauguración del Primer Congreso de los pueblos indígenas, en las instalaciones del Centro Salesiano de la población de Ayagualo, en el departamento de La Libertad, el 12 de octubre de 2010, día de la raza. «Bajo este contexto y bajo este espíritu, este gobierno que presido, quiere ser el primer gobierno que en nombre del Estado salvadoreño, en nombre del pueblo salvadoreño, en nombre de las familias salvadoreñas, haga un acto de contrición y pida perdón a las comunidades indígenas por la persecución y por el exterminio de que fueron víctimas durante tantos y tantos años», expresó el presidente.

## Patrimonialización del lugar de memoria de la Masacre de 1932
En  2012, la Secretaría de Cultura de El Salvador realizó el proceso de declarar y reconocer como bien cultural al lugar conocido como «El Llanito», ubicado en el municipio de Izalco, departamento de Sonsonate, mediante Resolución Interna 006/2012, del 30 de enero de 2012, publicada en el Diario Oficial N.º 46, Tomo N.º 394, del 7 de marzo de 2012.

## Conmemoraciones

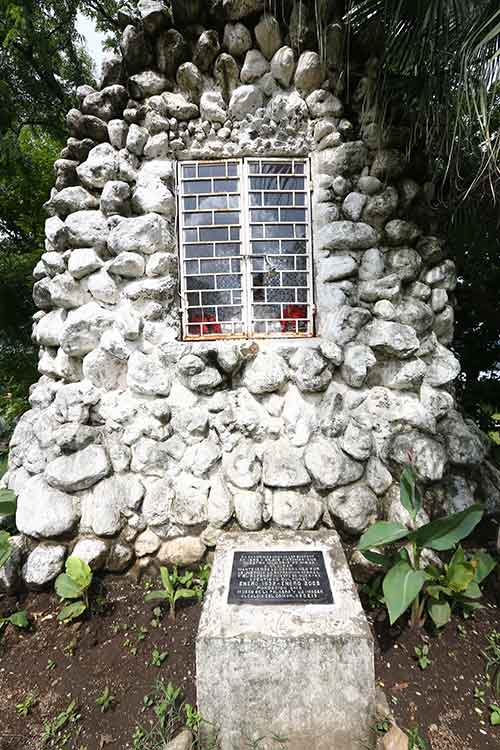
En El Llanito es en donde cada año se hacen los actos de conmemoración de la masacre. Se ha identificado la zona con esta placa y una gruta.

En el pueblo de Izalco, cada 22 de enero se recuerdan los acontecimientos de 1932, siendo uno de los protagonistas es el hermano de Feliciano Ama, Hijillo Marciano Ama, nacido en 1912. Desde la firma de los acuerdos de paz, se realizan actos públicos en los que participan ancianos que presenciaron los hechos. La cobertura de los medios de comunicación es moderada, pero goza de la colaboración de las autoridades municipales para rendir algún homenaje a todos los fallecidos en aquellos eventos. En dichas conmemoraciones se escuchan testimonios de aquellos que vivieron los hechos, quienes relatan cómo murió una gran cantidad de gente que se consideraba inocente. El propósito es que nunca se olvide lo que sucedió para que no se repita.

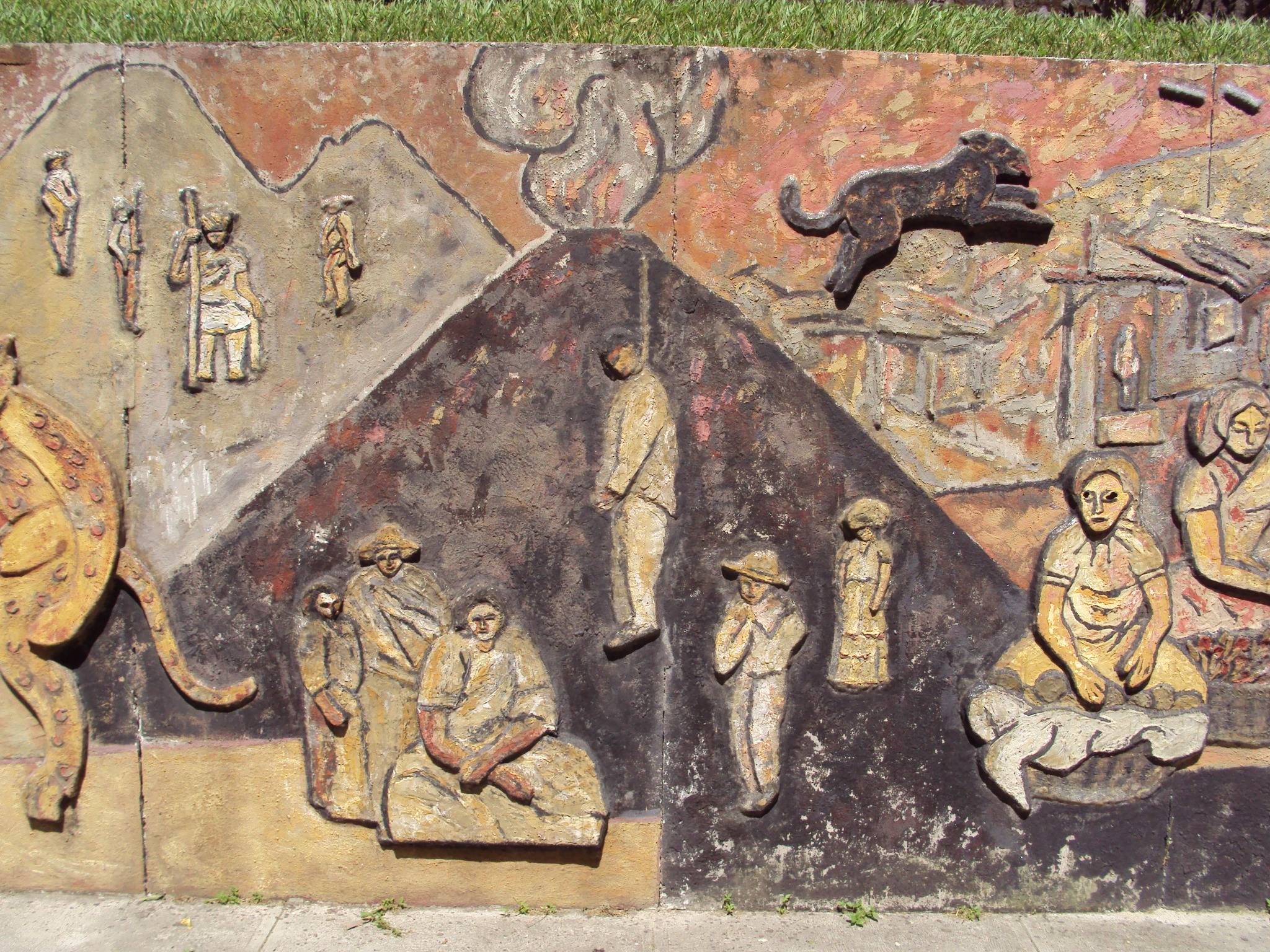
Representación de la muerte de Ama en el Monumento a la Memoria y a la Verdad

En el acto celebrado en 2006, Julia Ama declaró que:

Ya estoy cansada de que nos digan comunistas, nos duele en lo profundo, a mí me duele en el fondo de mi corazón que me digan que soy comunista. En sí la palabra no me enfoca nada malo, pero la hemos asociado con otro significado que quiérase o no, por momentos le molesta a uno
Julia Ama, hija del líder indígena, Feliciano Ama

Durante la conmemoración de 2007, se formó una comisión que investigará a base de documentos, testimonios y relatos a nivel nacional como internacional, los hechos acontecidos en enero de 1932. La comisión está formada por David Masin, Concepción Saucedo, Juliana Ama, Salvador Menéndez Leal, Alonso García, Benjamín Cuéllar y Robin Delugan. Cabe aclarar, que los resultados de dicha investigación no tendrán ninguna implicación legal y no serán supervisados ni ratificados por ningún organismo oficial.
Por otro lado, el partido de derecha Alianza Republicana Nacionalista (ARENA), fundado por Roberto d'Aubuisson, inicia sus campañas electorales en Izalco, sitio emblema de los acontecimientos de 1932. El himno del partido reza El Salvador será la tumba donde los rojos terminarán. El inicio de la campaña electoral en el sitio mismo del levantamiento desata diversas críticas de la oposición política; sin embargo, no existe ley alguna que lo prohíba, por lo cual las reclamaciones no pasan de ser una mera condena moral.
Para algunos, el levantamiento campesino constituye el primer alzamiento marxista-leninista latinoamericano, el cual sería seguido por los partidos socialistas de toda la región. Se le califica de «hito» y se le pone como ejemplo en diversas actividades académicas de organizaciones de izquierda.

## El levantamiento campesino de 1932 en la literatura
La novela Cenizas de Izalco, de Claribel Alegría y Darwin J. Flakoll, narra el romance clandestino de una dama salvadoreña de vida burguesa con un viajero estadounidense en la época del levantamiento campesino de 1932, aunque dicha problemática social y política queda relegada en un segundo plano hasta el final de la obra, en donde el visitante extranjero se ve atrapado en el lugar de los acontecimientos como testigo ocular de estos.
En uno de los capítulos de la novela Catleya Luna, de Salarrué, se describe el levantamiento campesino de 1932 al presentar a un hombre comprometido en la revuelta indígena, que decide ocultarse de la represión de los cuerpos de seguridad en la casa de su antiguo patrón, y a quien le cuenta sus experiencias vividas como partícipe del movimiento insurreccional.

«Yo no tengo patria, yo no sé lo que es patria. ¿A qué llamáis patria vosotros los hombres entendidos por prácticos? Sé que entendéis por patria un conjunto de leyes, una maquinaria de administración, un parche en un mapa de colores chillones...no tengo patria pero tengo un terruño...No tengo El Salvador...tengo Cuscatlán, una región del mundo y no una nación».     Salarrué (circa 1932)

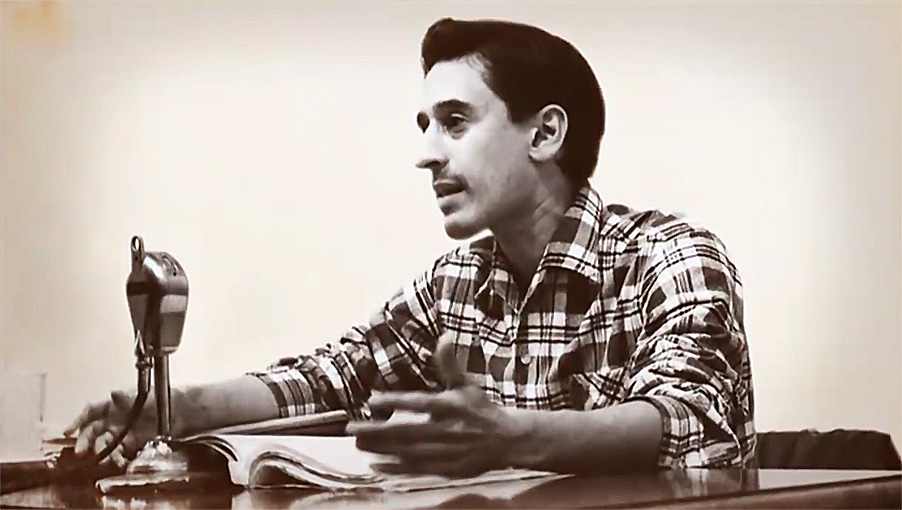
Roque Dalton Era un poeta y cronista, se considera El libro de Miguel Mármol uno de las más poderosas obras del poeta y un clasico en la literatura de América Latina.

El libro de Miguel Mármol de Roque Dalton, es una obra testimonial que narra las experiencias de Miguel Mármol, un militante comunista salvadoreño que participó de forma activa en la organización del levantamiento campesino de 1932. Miguel relata la forma en que la crisis económica de los años 30 y otros descontentos desembocaron en una rebelión. A pesar de ser parte de la organización del levantamiento, fue apresado y estuvo a punto de ser fusilado, logrando escapar y viviendo de forma clandestina para evitar ser encontrado. El testimonio de Mármol ha sido una pieza clave para poder conocer las injusticias y desigualdades por parte del General Maximiliano Hernández Martínez hacia los campesinos. Esta obra no solo es un relato testimonial, sino una reflexión sobre  los acontecimientos que han dejado una huella en la historia salvadoreña.

## Filmografía
- El cineasta Daniel Flores y Ascencio dirigió el documental Ama, la memoria del tiempo que fue estrenado en Izalco el 22 de enero de 2002. El documental se basa en la narración de Juan Ama, sobrino de Feliciano.[84]
- La Prensa Gráfica, periódico local, presentó en el salón amarillo del Palacio Nacional, el documental Los rostros del poder, donde se narra parte de la gestión de Hernández Martínez, así como sus aportes en materia de legislación e infraestructura.[85]
- El cineasta Carlos Henríquez Consalvi dirigió en 2005 el documental 1932, Cicatriz de la memoria. Lo describe como:[86]

Este es un memorial para el encuentro, para nunca olvidarlos, para honrar su memoria, devolverles su dignidad, no permitir que el horror se repita y sentar las bases para una cultura de paz y reconciliación
Carlos Henríquez Consalvi

## Narrativa literaria
- Claribel Alegría y Darwin J. Flakoll, Cenizas de Izalco, Biblioteca Básica de Literatura Salvadoreña, Cuarta Edición, Dirección de Publicaciones e Impresos, Consejo Nacional para la Cultura y el Arte (CONCULTURA), San Salvador, El Salvador, 1997.

- Salvador Salazar Arrué (Salarrué), «Catleya Luna, Capítulo 8: Balsamera II (La repunta)», en Narrativa Completa de Salarrué III, Compilada por Ricardo Roque Baldovinos, Edición conmemorativa del centenario de su natalicio, Colección Orígenes, Primera Edición, Dirección de Publicaciones e Impresos, Consejo Nacional para la Cultura y el Arte (CONCULTURA), San Salvador, El Salvador, 1999.

### Videos disponibles
- El Salvador, 1932, Cicatriz de la memoria (documental)
- Insurrección campesina de 1932 en El Salvador
  - Parte 1
  - Parte 2
  - Parte 3
  - Parte 4

- Datos: Q939859